# Фторид хлора(V)
Фтори́д хло́ра(V) (пентафтори́д хло́ра, пятифто́ристый хлор) — ClF5, соединение хлора с фтором, представляющее собой при комнатной температуре бесцветный ядовитый тяжёлый газ с сильным раздражающим запахом. Конденсируется при охлаждении до −13 °C (или при увеличении давления) в бесцветную жидкость. Впервые синтезирован в 1963 году.

## Физические свойства
Температура плавления −103 °C, кипения −13,1 °C. В газовой фазе бесцветен, конденсируется в мутно-белую жидкость и в белые кристаллы. Давление паров в диапазоне от −80 до 25 °C зависит от абсолютной температуры как lg Pмм рт.ст. = 7,2683 − 1137,16/T. Плотность в жидкой фазе при −23 °C равна 1,922 г/см³, в диапазоне от −80 до −23 °C изменяется как 2,696 г/см³ − 3,08⋅10−3 T (K).

## Химические свойства
Сильный окислитель и очень сильный фторирующий агент. Реагирует с водой, взаимодействует со всеми элементами, кроме фтора, кислорода, азота и инертных газов:
{\displaystyle {\mathsf {ClF_{5}+3H_{2}O\ \xrightarrow {} \ 5HF+HClO_{3}}}}
- При нагревании разлагается в ClF3 и F2:

{\displaystyle {\mathsf {ClF_{5}\rightarrow ClF_{3}\uparrow +F_{2}\uparrow }}}
- С диоксидом кремния при комнатной температуре переходит во фторид кремния(IV)[2]:

{\displaystyle {\mathsf {4ClF_{5}+5SiO_{2}\rightarrow 5SiF_{4}+2Cl_{2}+5O_{2}}}}
- Под действием ультрафиолетового излучения вступает во взаимодействие с PtF6, при этом образуется смесь ClF6PtF6 и ClF4PtF6[3]:

{\displaystyle {\mathsf {2PtF_{6}+2ClF_{5}\rightarrow ClF_{6}[PtF_{6}]+ClF_{4}[PtF_{6}]}}}

## Получение
- Реакция трифторида хлора с газообразным фтором при высоких температуре и давлении:

{\displaystyle {\mathsf {ClF_{3}+F_{2}\longrightarrow ClF_{5}\uparrow }}}
- Синтез из элементов при 350 °C и давлении 250 атм (фотохимическая активация позволяет снизить давление синтеза до 1 атм).
- Фторирование соединений вида Me[ClF4] (Me = K, Rb, Cs).
- Электролиз раствора ClF3 в HF.

## Применение
Применяется как фторирующий агент, но используется редко, так как не имеет преимуществ перед трифторидом хлора. В США было предложено использовать его как компонент ракетного топлива, высококипящий окислитель, однако по данным на 1981 года работы по этой теме находились на стадии стендовых и лабораторных испытаний.

## Токсичность
Очень токсичен, ядовитый удушающий газ.